# Monte Commonwealth
Il monte Commonwealth (2.225 m s.l.m. - in inglese Commonwealth Mountain) è una montagna situata sull'Isola di Ellesmere nel territorio canadese del Nunavut. Si trova all'interno del Quttinirpaaq National Park ed è la cima più elevata delle Challenger Mountais che a loro volta fanno parte della catena montuosa della Cordigliera Artica.